# 일렉트로니카
일렉트로니카(electronica)는 엄격하게 춤추기보다는 감상을 목적으로 하는 광범위한 전자 음악 기반 음악 스타일이자 1990년대 초 영국에서 두드러지게 나타난 음악계이다. 미국에서는 이 용어가 주로 전자 음악 전반을 지칭하는 데 사용된다.

## 역사

### 1990년대 초: 기원과 영국 음악계
"일렉트로니카"라는 용어의 원래 광범위한 사용은 영향력 있는 영국 실험 테크노 레이블 뉴 일렉트로니카(New Electronica)에서 파생되었는데, 이 레이블은 1990년대 초반 댄스 플로어 플레이보다는 가정 감상용으로 지향된 댄스 기반 전자 음악을 소개하고 지원하는 주요 세력 중 하나였다. 하지만 "일렉트로니카"라는 단어는 1983년 "영국 일렉트로니카 페스티벌"이 처음 개최되었을 때부터 이미 신시사이저로 생성된 음악과 연관되기 시작했다. 그 당시 일렉트로니카는 "전자 감상 음악"으로 알려지게 되었고, 앰비언트 테크노 및 인텔리전트 테크노와 거의 동의어가 되었으며, 정글 (음악) 및 트립합과 같은 다른 신흥 장르와 구별되었다.
나중에 상업적으로 성공을 거둔 일렉트로니카 아티스트들은 이 용어가 널리 사용되기 전인 1980년대 후반에 녹음을 시작했는데, 예를 들어 프로디지, 팻보이 슬림, 다프트 펑크, 케미컬 브라더스, 크리스탈 메소드, 모비, 언더월드 (음악 그룹), 페이스리스 등이 있다.

### 1990년대 중반: 주류 팝 음악에 미친 영향
1990년대 중반경, 영국에서 케미컬 브라더스와 프로디지로 대표되는 빅 비트 사운드의 성공과, 마돈나가 앨범 Ray of Light에서 윌리엄 오르빗과 협업하고 호주 가수 대니 미노그가 1997년 앨범 Girl을 발표하는 등 주류 아티스트들의 관심을 등에 업고, 이 시기의 음악은 주요 음반 레이블과 MTV가 "다음 대세"로 밀어주면서 다른 대부분의 댄스 음악보다 더 높은 예산, 향상된 기술적 품질, 그리고 더 많은 레이어로 제작되기 시작했다.
1997년 빌보드 기사에 따르면, "클럽 커뮤니티와 독립 음반사의 연합"은 일렉트로니카 아티스트들이 발전하고 결국 주류에 도달할 수 있는 실험적이고 유행을 선도하는 환경을 제공했다. 이 기사는 아스트랄베르크스(케미컬 브라더스, 팻보이 슬림, 더 퓨처 사운드 오브 런던, 플루크 (음악 그룹)), 문샤인(DJ 케오키), 심스, 시티 오브 엔젤스(크리스탈 메소드)와 같은 미국 레이블이 일렉트로니카 신에서 인기를 얻은 아티스트를 발굴하고 마케팅하는 데 중요한 역할을 했다고 언급한다.
마돈나와 비요크는 그들의 앨범 Ray of Light (마돈나), Post와 Homogenic (비요크)으로 일렉트로니카가 주류 문화로 진출하는 데 기여했다고 알려져 있다.

### 1990년대 후반: 미국의 편입
1997년, 북미 주류 음악 산업은 테크노, 빅 비트, 드럼 앤 베이스, 트립합, 다운템포, 앰비언트와 같은 스타일을 포괄하는 포괄적인 용어로 일렉트로니카를 채택하고 어느 정도 인위적으로 만들어냈다. 이는 "언더그라운드" 나이트클럽 및 레이브 신을 대상으로 하는 인디 레이블에 의해 큐레이팅되었는지 또는 주요 레이블에 의해 라이선스되어 얼터너티브 록 음악의 상업적으로 실행 가능한 대안으로 주류 관객에게 마케팅되었는지와는 관계없이 적용되었다.
뉴욕은 일렉트로니카 사운드 실험과 성장의 중심지 중 하나가 되었으며, 동남아시아와 브라질 등 다양한 지역의 DJ와 음악 프로듀서들이 그들의 창작물을 그 도시의 나이트클럽에 가져왔다.

## 특징과 정의
일렉트로니카는 음악 기술, 특히 전자 악기, 신시사이저, 시퀀서, 드럼 머신, 디지털 오디오 워크스테이션의 산업적 발전 덕분에 혜택을 받았다. 기술이 발전함에 따라 개인이나 소규모 그룹이 소규모 스튜디오, 심지어 프로젝트 스튜디오에서도 전자 음악을 제작하고 녹음하는 것이 가능해졌다. 동시에 컴퓨터는 음향 구성 키트로서 음악 "샘플"과 "루프"의 사용을 용이하게 했다. 이는 창의적인 실험과 새로운 형태의 개발로 이어졌고, 그 중 일부는 일렉트로니카로 알려지게 되었다. 일렉트로니카 녹음물에는 음향적, 구성적 측면에서 광범위한 영향이 결합되어 있다.
일렉트로니카는 명백히 전자적인 제작 방식에 대한 성향으로 연결된 다양한 음악 활동과 스타일을 포함하며, 여기에는 비요크, 마돈나, 골드프랩과 같은 더 인기 있는 아티스트와 IDM 아티스트인 오테커와 에이펙스 트윈 등이 포함된다.

### 지역별 차이
북미 주류 음악 산업은 이 용어를 팝 음악 잠재력이 있는 모든 댄스 기반 전자 음악 스타일을 지칭하는 포괄적인 범주로 사용한다. 그러나 미국 기반의 올뮤직은 여전히 일렉트로니카를 최상위 장르로 분류하며, 춤출 수 있는 그루브뿐만 아니라 헤드폰과 칠아웃 공간을 위한 음악도 포함한다고 명시하고 있다.
세계 다른 지역, 특히 영국에서는 일렉트로니카 역시 광범위한 용어이지만, 비교적 실험적인 전자 감상 음악 스타일을 포함하여 댄스 지향적이지 않은 음악과 연관되어 있다. 이는 주로 영국 외부에서 인텔리전트 댄스 뮤직(IDM)으로 알려진 것과 부분적으로 겹친다.

## 현대 미디어에 포함
1990년대 후반과 2000년대 초반, 일렉트로니카는 텔레비전 광고의 배경 음악으로 점차 많이 사용되었는데, 처음에는 자동차 광고에 주로 쓰였다. 또한 와이프아웃 시리즈를 비롯한 다양한 비디오 게임에도 사용되었는데, 와이프아웃 사운드트랙은 이 음악에 대한 관심을 높이는 데 기여한 많은 인기 일렉트로니카 트랙으로 구성되었다. 이후 컴퓨터나 금융 서비스와 같은 다른 기술 및 비즈니스 제품에도 사용되었다. 그리고 2011년, 현대 벨로스터는 그래미와 협력하여 Re:Generation이라는 프로젝트를 제작했다.

## 같이 보기
- 전자 음악 장르 목록